# Generalski Stol
Generalski Stol je vesnice a sídlo stejnojmenné opčiny v Chorvatsku v Karlovacké župě. Nachází se asi 23 km jihozápadně od Karlovace. V roce 2011 žilo v Generalskim Stolu 589 obyvatel, v celé opčině pak 2 642 obyvatel. Název doslovně znamená "generálský stůl".
V opčině se nachází celkem 25 vesnic. Největší vesnicí je středisko opčiny Generalski Stol (589 obyvatel), nejmenší vesnicí je Sarovo, kde žije 11 obyvatel.
- Brcković Draga – 45 obyvatel
- Crno Kamanje – 20 obyvatel
- Dobrenići – 359 obyvatel
- Donje Bukovlje – 117 obyvatel
- Duga Gora – 114 obyvatel
- Erdelj – 476 obyvatel
- Generalski Stol – 650 obyvatel
- Goričice Dobranske – 63 obyvatel
- Gorinci – 115 obyvatel
- Gornje Bukovlje – 267 obyvatel
- Gornji Zvečaj – 191 obyvatel
- Gradišće – 66 obyvatel
- Jankovo Selište – 102 obyvatel
- Keići – 49 obyvatel
- Lipa – 47 obyvatel
- Lipov Pesak – 42 obyvatel
- Mateško Selo – 52 obyvatel
- Mrežnički Brest – 62 obyvatel
- Petrunići – 28 obyvatel
- Protulipa – 51 obyvatel
- Radočaji – 98 obyvatel
- Sarovo – 18 obyvatel
- Skukani – 62 obyvatel
- Tomašići – 86 obyvatel
- Trnovo – 19 obyvatel

Počet obyvatel vesnice stoupal až do roku 1991, poté však začal klesat. Počet obyvatel celé opčiny klesá již od roku 1961. Podle sčítání obyvatel žilo v opčině nejvíce obyvatel v roce 1961, kdy žilo v opčině 5 932 obyvatel, ale v samotné vesnici pouze 582 obyvatel. V samotném Generalskim Stolu žilo nejvíce obyvatel v roce 1991 (712 obyvatel).
Nejvýznamnější silnicí v opčině je silnice D23. V oblasti opčiny procházejí tři řeky, Dobra, Mrežnica a Globornica. Na řece Mrežnici se zde nachází mnoho vodopádů.